# Browar Mycielskich w Poznaniu
Browar Mycielskich – budynek dawnego browaru w Poznaniu na terenie osiedla administracyjnego Antoninek-Zieliniec-Kobylepole.

## Historia
Podczas powstania listopadowego władze powstania postanowiły odesłać do domu Józefa Mycielskiego, który został ranny. Decyzja ta związana była z tym, że trzej jego bracia zginęli, a czwarty był ciężko chory. Dzięki temu mógł osiąść w majątku Kobylepole (od 1940 r. część miasta). W 1872 r. uruchomił tam browar i słodownię. Produkowano tam piwo według metody czeskiej w ilości ok. 12 tys. beczek rocznie. Był to bardzo nowoczesny zakład. Jako pierwszy na ziemiach polskich miał żelazne kadzie oraz kocioł warzelny. Browar tworzyły dwa budynki – główny ze słodownią, warzelnią zacieru i fermentownią oraz piwnice składowe z lodownią na 5 tys. beczek, gdzie chłodzono za pomocą tafli lodu z pobliskiego stawu (ten sposób chłodzenia istniał do połowy XX wieku). Od założenia zakładu wytwarzano tam szereg piw z miejscowego jęczmienia (m.in. "Bawarskie", "Karamel", czy "Kozieł Kobylepolski"), a także wodę selterską, lemoniady, oranżady, piwo grodziskie i kwas węglowy. Na produktach wytwarzanych w Kobylepolu umieszczano symbol i godło firmy – znak graficzny z dwoma białymi cwałującymi końmi.
Po śmierci hrabiego Mycielskiego browar pod szyldem Brauerei Gutenbrunn prowadził niemiecki przedsiębiorca – August Gerstenkorn. W 1921 r. zakład został odkupiony przez polską spółkę Browar Kobylepole i w jej rękach pozostał aż do wybuchu II wojny światowej. Wysoka jakość trunku spowodowała, że kobylepolskie piwo zdominowało lokalny rynek. W okresie dwudziestolecia międzywojennego szyldy browaru zdobiły niemal wszystkie miejscowe piwiarnie. Piwo było dostarczane także do Gdańska, Drezna, Lipska, czy Turynu. W 1924 r. wyprodukowano tam ok. 12,5 tys. hl piwa. W roku 1939 zakład został przejęty przez Niemców i do końca okupacji działał pod nazwą Gutenbrunn Brauerei.
Podczas tzw. bitwy o Poznań w 1945 r., browar oraz pałac Mycielskich zostały rozszabrowane. Przedwojenni pracownicy browaru zdołali jednak go odbudować i już po kilku miesiącach ponownie rozpoczęła się tu produkcja piwa. Pierwszym trunkiem, który opuścił mury zakładu, było lekkie piwo "Imperator". Po 1951 r. browar został przyłączony do państwowych Zakładów Piwowarsko-Słodowniczych z siedzibą w Poznaniu. Mimo że w latach 1946–1970 dziesięciokrotnie zwiększono zdolności produkcyjne, obiekt został zamknięty już w 1976 r.. Spowodowane było to wyeksploatowaniem parku maszyn oraz brakiem możliwości rozbudowy zakładu. Produkowana przez browar ilość piwa - 70 000 hl była niewystarczająca. W 1974 przygotowywano się do budowy nowego browaru przy węźle kolejowym Poznań Franowo.
Zabytkowy kompleks Browaru Kobylepole, znajdujący się u zbiegu ul. Browarnej i Majakowskiego, został kupiony przez firmę Nickel Development. W 2012 r. rozpoczęto w tym miejscu inwestycję pod nazwą Warzelnia. Budynek browaru zostanie odrestaurowany, a w jego wnętrzu powstanie luksusowy hotel lub centrum SPA. W pobliżu zabytkowego gmachu wznoszone są – budynek wielorodzinny, wille miejskie oraz domy w zabudowie szeregowej – w których znajdować się będą apartamenty.